# 佩紐埃拉斯

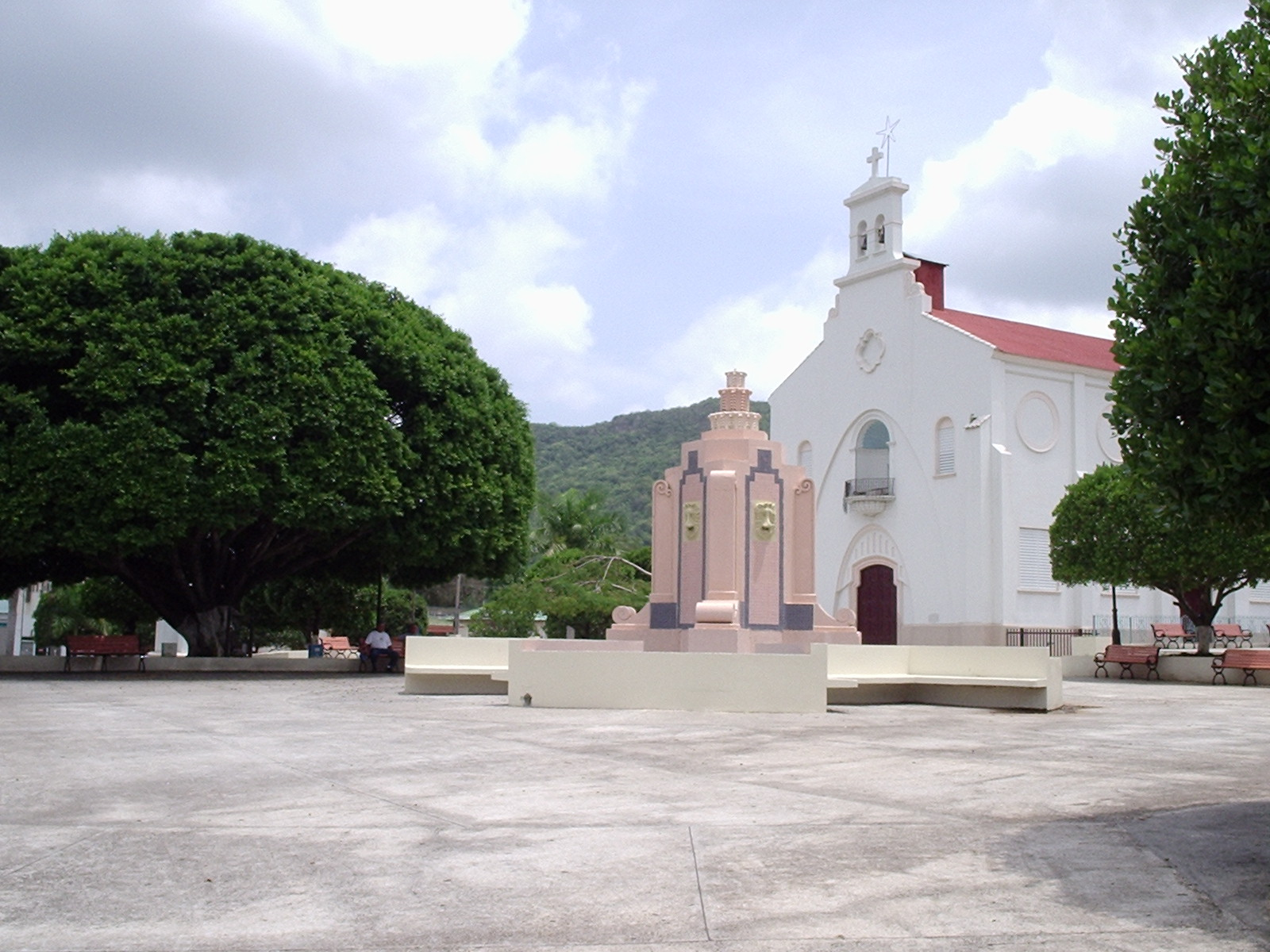
城鎮景觀

佩紐埃拉斯（西班牙語：Peñuelas）是波多黎各的城鎮，位於該島南部，始建於1793年，面積137平方公里，受熱帶性氣候影響，2010年人口24,282，人口密度每平方公里180人。